# Scalida latiusvittata
Scalida latiusvittata är en kackerlacksart som först beskrevs av Brunner von Wattenwyl 1898.  Scalida latiusvittata ingår i släktet Scalida och familjen småkackerlackor. Inga underarter finns listade i Catalogue of Life.